# Анрі Севе
Анрі́ Севе́ (фр. Henri Saivet, нар. 26 жовтня 1990, Дакар) — сенегальський футболіст, нападник французького клубу «По».

## Клубна кар'єра
Народився 26 жовтня 1990 року в столиці Сенегала Дакарі. У дитинстві перебрався до Франції, вихованець футбольної школи клубу «Бордо». 
Підписавши у 2007 році дорослий професійний контракт з «Бордо», став наймолодшим гравцем команди. Дебютував у чемпіонаті Франції 17 травня 2008 року, вийшовши на заміну в матчі проти «Ланса». У стартовому складі вперше вийшов 17 квітня 2010 року у зустрічі з ліонським «Олімпіком».
В січні 2011 року був відданий в оренду «Анже» на півроку, 29 січня забив перший гол за нову команду (і перший на професійному рівні в матчі проти «Гренобля». 
Повернувшись перед стартом сезону 2011/12 в «Бордо» став частіше з'являтися на полі і допоміг команді зайняти 5-е місце, забивши перший м'яч у вищому французькому дивізіоні. З сезону 2012/13 став гравцем гравець основного складу.
11 січня 2016 року перейшов в англійський «Ньюкасл Юнайтед», підписавши контракт на 5,5 років, проте вже влітку того ж року «сороки» вилетіли з Прем'єр-ліги, після чого футболіст на правах оренди перейшов на сезон у «Сент-Етьєн».
Наступного року «Ньюкасл» повернувся до еліти, однак новий тренер клубу Рафаель Бенітес вважав, що Севе не відповідає вимогам Прем'єр-ліги, тому сенегалець провів лише один матч у чемпіонаті. 31 січня 2018 він відправився в оренду до турецького «Сівасспора» до завершення сезону. У Туреччині Севе провів 12 з можливих 15 матчів, однак не відзначився забитими м'ячами. Наступного сезону був в оренді в іншому турецькому клубі — «Бурсаспорі» — де був гравцем основного складу, провівши 29 матчів та забивши 2 голи.
Влітку 2019 Севе повернувся до Англії. Новий тренер «Ньюкасла» Стів Брюс заявив, що не має проблем із Севе, але вирішив не давати йому ігрового номера цього року. Відповідно, Севе немає в заявці клубу, проте він продовжує тренуватися з командою та отримувати зарплату в 32 тисячі фунтів на тиждень.

## Виступи за збірні
2007 року дебютував у складі юнацької збірної Франції, взяв участь у 2 іграх на юнацькому рівні.
Протягом 2010–2012 років залучався до складу молодіжної збірної Франції. На молодіжному рівні зіграв у 12 офіційних матчах, забив 1 гол.
Так і не дочекавшись запрошення Дідьє Дешама у першу збірну Франції, вирішив грати за збірну Сенегалу, у складі якої дебютував 2013 року.
У складі збірної був учасником Кубків африканських націй 2015, 2017 та 2019 років.

## Титули і досягнення
- Чемпіон Франції (1):

«Бордо»: 2008-09
- Володар Кубка Франції (1):

«Бордо»: 2012-13
- Володар Кубка французької ліги (2):

«Бордо»: 2006-07, 2008-09
- Володар Суперкубка Франції (2):

«Бордо»: 2008, 2009
- Срібний призер Кубка африканських націй: 2019